# Johannes Adam Schütz
Johannes Adam Schütz (* 3. Februar 1775 in Fürth; † 3. Mai 1835 ebenda) war ein deutscher liberaler Politiker und Abgeordneter der 2. Kammer der Landstände des Großherzogtums Hessen.
Johannes Adam Schütz war der Sohn des von Johannes Schütz und dessen Ehefrau Elisabeth. Schütz, der katholischen Glaubens war, heiratete Elisabeth Katharina geborene Berg (1776–1836).
Von 1826 bis 1830 gehörte er der Zweiten Kammer der Landstände an. Er wurde für den Wahlbezirk Starkenburg 7/Heppenheim-Fürth gewählt. Er war Bürgermeister von Fürth.